# 名字の地
名字の地（みょうじのち）とは、名字（苗字）の由来になった土地。同一の血縁集団である氏族が分出してそれぞれ領地や居処を異にしていく過程で、それぞれの地名を家名を名乗って氏族の他の構成員と区別をしていったが、その家名の由来となった土地を指す。本貫とされる土地と重複する場合が多い。
平安時代（11世紀から12世紀）、源平藤橘などの姓を持つ氏族の一員が開発などを経て所領を獲得し、その土地に居宅や一族の墓所・祭祀の場を設けて在地領主化した。その土地は先祖が開発・相伝した開発所領・根本所領とみなされ、その土地の地名を家名としたのである。また、税所・留守といった国衙内の官職名や荘司（庄司）・公文・一色といった荘園関係の用語、宮地・神戸・寺田といった寺社関係の用語、名田につけられた仮名（けみょう）などが地名化し、更にそれが家名に転化した事例もみられる。
例えば、平氏の一流が相模国三浦半島を開発・領有して「三浦氏」を名乗ったが、この場合の三浦が名字の地に該当する。更に三浦氏の成員が半島内に新たな土地を開発してその地名にちなんで「蘆名氏」「佐原氏」「和田氏」などを称したが、彼らにとっては蘆名・佐原・和田がそれぞれにとっての名字の地として認識された。
また、五摂家の「近衛家」「鷹司家」「九条家」「一条家」「二条家」はそれぞれが相伝した邸宅の所在地を家名としたもので、これも名字の地の一種であるとみなすことができる。他の公家も邸宅や山荘などの別邸の所在地に由来する家名を名乗って他家と区別していた。